# Neuenstadt am Kocher
Neuenstadt am Kocher – miasto w Niemczech, w kraju związkowym Badenia-Wirtembergia, w rejencji Stuttgart, w regionie Heilbronn-Franken, w powiecie Heilbronn, siedziba wspólnoty administracyjnej Neuenstadt am Kocher. Leży nad Kocher, ok. 15 km na północny wschód od Heilbronn, przy autostradzie A81.

## Galeria

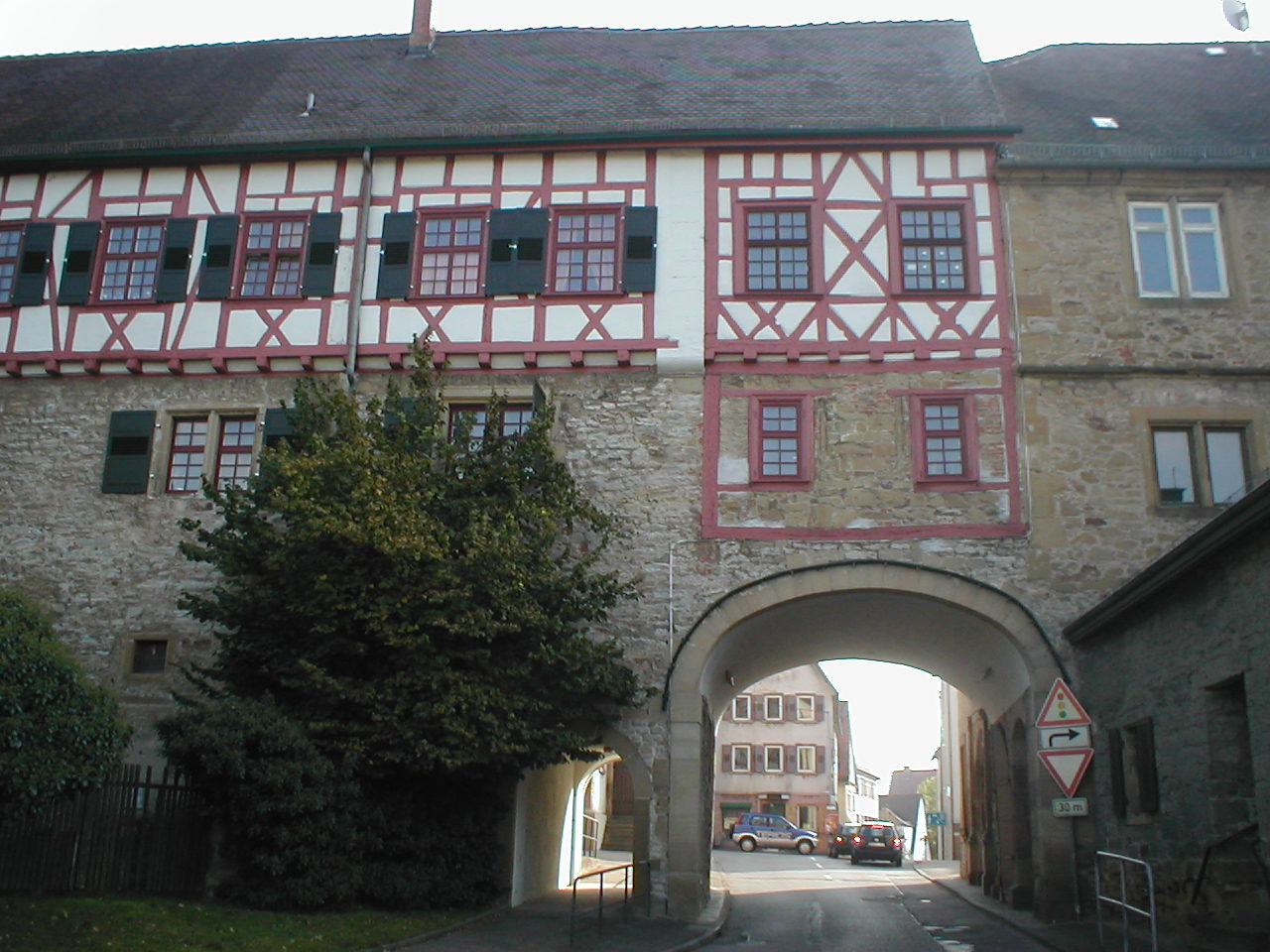
Zamek
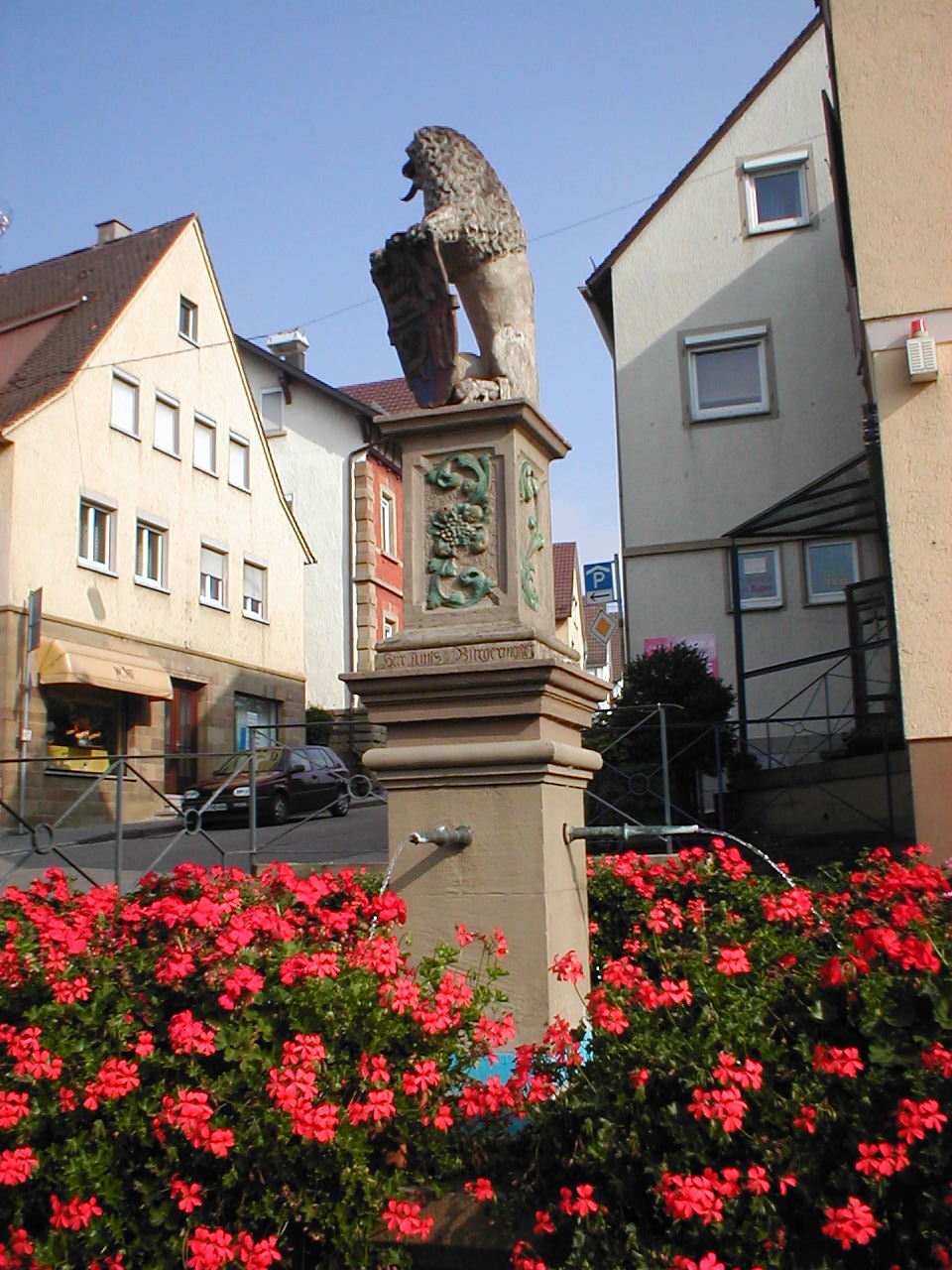
Fontanna miejska
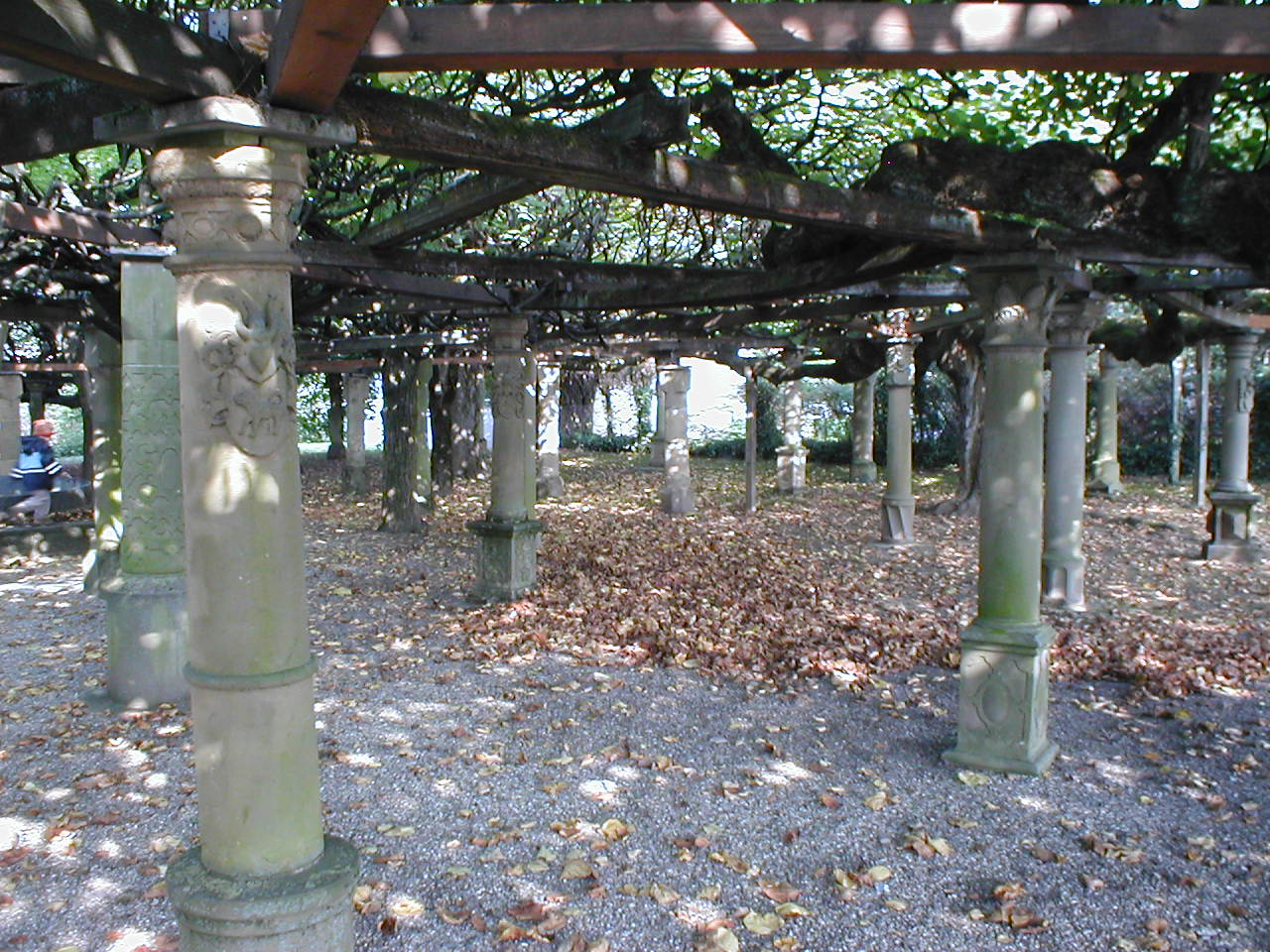
Lipy